# Youth of Today
A Youth of Today amerikai punkegyüttes. 1985-ben alakultak meg a Connecticut állambeli Danburyben. A zenekar a "youth crew" irányzat megteremtőjének számít. Először 1985-től 1990-ig tevékenykedtek, majd 1994-ben és 1999-ben újból összeálltak, ezután 2003-tól 2004-ig tevékenykedtek, majd 2010-ből újból aktív a zenekar. Lemezkiadóik: Revelation Records. Az énekes, Ray Cappo, krisna vallásra tért át, illetve új együtteseket is alapított, Shelter illetve Better than a Thousand neveken. A zenekar a "Violent Children" együttes romjain alakult meg, 1985-ben. Ray Capo és John Porcelly abban a zenekarban játszottak a Youth of Today megalakulása előtt.

## Tagok
- Ray Cappo – ének
- John Porcelly – gitár
- Walter Schreifels – basszusgitár
- Sammy Siegler – dobok

## Diszkográfia
- Break Down the Walls (1986)
- Can't Close My Eyes (1988)
- We're Not in This Alone (1988)
- Youth of Today EP (1990)